# Вхідний маркетинг

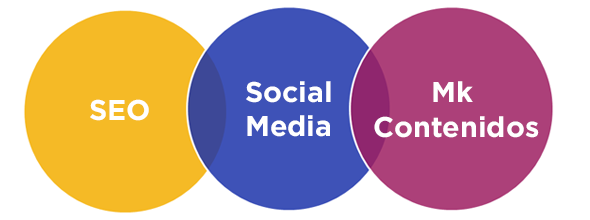
Складові Inbound marketing

Inbound Marketing (вхідний маркетинг) — це сукупність інструментів інтернет-просування, що використовуються для привернення уваги аудиторії до продукту без застосування нав'язливої реклами.

## Вхідна методологія
Вхідна методологія — це метод розвитку вашої організації шляхом побудови значущих, тривалих відносин із споживачами, потенційними клієнтами та клієнтами. Йдеться про цінування та надання можливостей цим людям досягати своїх цілей на будь-якому етапі їхньої подорожі з вами.
Методологію входу можна застосувати трьома способами:
1. Attract: залучайте потрібних людей цінним вмістом і розмовами, які створюють вас як надійного радника, з яким вони хочуть спілкуватися.
2. Engage: представляйте ідеї та рішення, які відповідають їхнім проблемам і цілям, щоб вони з більшою ймовірністю купували у вас.
3. Delight: надання допомоги та підтримки, щоб надати вашим клієнтам можливість досягти успіху в покупці.

Коли клієнти знаходять успіх і діляться цим успіхом з іншими, це привертає нових потенційних клієнтів у вашу організацію, створюючи самопідтримуючу петлю. Саме так ваша організація нарощує імпульс, і саме тому методологія вхідних даних служить міцною основою для вашого маховика [Архівовано 1 грудня 2021 у Wayback Machine.] .

## Маховик[2]
Маховик — це бізнес-модель, прийнята HubSpot, щоб проілюструвати імпульс, який ваша організація може отримати, розставляючи пріоритети та забезпечуючи винятковий досвід роботи з клієнтами.
Ви можете обертатися і нарощувати імпульс у своєму маховику, інвестуючи в стратегії, які залучають і утримують клієнтів — сили для вашого маховика.
З іншого боку, все, що сповільнює ваш маховик, є тертям . Часто найбільшими джерелами тертя для ваших клієнтів є передачі між командами, тому вирівнювання та спілкування між командами є ключовими для того, щоб ваш маховик крутився.
Коли ваш маховик заснований на вхідній методології, ваші маркетингові, збутові та сервісні функції можуть додавати сили та усувати тертя на етапах залучення, залучення та задоволення. Всі організаційні функції також відповідають за усунення тертя з вашого маховика.
Наприклад, на етапі залучення маркетинг, ймовірно, відіграватиме найбільшу роль, роблячи такі речі, як ведення блогів, маркетинг подій та показ платних оголошень, але ваша команда з продажу також може додати сили, залучивши соціальні продажі, а ваша команда обслуговування клієнтів може додати примусово, полегшуючи поточним клієнтам надавати рекомендації.
Як тільки ви отримаєте достатню кількість клієнтів, залучите їх і порадуєте їх, вони зможуть продовжувати обертати ваш маховик, просуваючи вашу організацію та залучаючи до вас нових клієнтів. З часом ваш маховик дозволяє вам розвиватися без постійних інвестицій у залучення клієнтів.